# Bystropogon punctatus
Bystropogon punctatus — вид рослин з родини глухокропивові (Lamiaceae), ендемік Мадейри. Етимологія: лат. punctum — «пляма», лат. atus — прикметниковий суфікс.

## Опис
Цей вид є чагарником висотою до 1 м.

## Поширення
Ендемік Мадейри (о. Мадейра).
Цей вид зростає між 100 і 1500 м над рівнем моря, населяє краї й вирубки лаврового лісу.

## Використання
Настій свіжих листя цього виду використовується в традиційній медицині на острові Мадейра як седативний та снодійний засіб.

## Загрози та охорона
Немає значних загроз для даного виду, але на більш низьких висотах вид на нього може постраждати від інвазивних видів.
Вид росте у Природному парку Мадейри. Вид представлений у 4 ботанічних садах світу. 